# Ashlee Simpson
Ashley (ismertebb nevén: Ashlee) Nicolle Ross, születési nevén Ashley Nicolle Simpson (Waco, Texas, 1984. október 3. –) amerikai énekesnő, dalszerző és színésznő. Nővére a szintén ismert Jessica Simpson.
Ashlee 2004-ben vált híressé debütáló, Autobiography című albumával. Reality sorozatából, a The Ashlee Simpson Show-ból két évadot adtak le. Koncertkörútját és filmszerepét követően jelent meg 2005-ben I Am Me című lemeze, melyet a Bittersweet World követett 2008-ban.

## Fiatalkora
Simpson Wacóban született 1984. október 3-án. Richardson-ban nőtt fel, Tina Ann és Joe Truett Simpson gyerekeként. Nővére Jessica, aki énekesnőként és színésznőként ismert. Szülei 1978-ban házasodtak össze és 2012-ben váltak el. Ugyanazokban az iskolákban tanult, mint nővére.
1987-ben – hároméves korában – balettórákra kezdett járni. 1995-től egy évig intenzíven foglalkozott vele. Ezalatt Ashlee étkezési rendellenességekkel küszködött, melyeknek a kezelések vetettek véget. 1999-ben Jessica karrierépítése miatt költöztek Los Angeles-be költöztek. Ezalatt Ashlee reklámszerepekkel próbált szerencsét.

## Zenei karrier

### 2004–05:Autobiography
Jessica első albumának nagy sikerét követően háttértáncos lehetett nővérénél. 2002-ben vette fel Christmas Past, Present and Future című dalát a School’s Out! Christmas albumra, mely 2004-ben (újra kiadva 2005-ben) jelent meg. 2003-ban készítette el Just Let Me Cry című felvételét a Nem férek a bőrödbe filmzenei albumára. Ezután leszerződött a Geffen Records kiadóhoz. Első lemeze, a Autobiography 2004 júliusában jelent meg az Egyesült Államokban, első hetében 400 ezres eladással. Tripla platina minősítést ért el 2004 szeptemberében. Valamennyi dalt ő szerezte, viszont ez nem egészen győzte meg a kritikusokat, akik vegyes fogadtatásban részesítették az albumot. Az albumot a Pieces of Me kislemez előzte meg, mely rendkívül sikeres lett, az USA-ban arany minősítést kapott. Az ezt követő Shadow és La La már kevésbé voltak sikeresek, habár az utóbbi szintén megkapta az arany minősítést. 2004. augusztus 8-án a Teen Choice Awards "Song of the Summer" (Nyár dala) kategóriában nyert díjat, de a "Fresh Face" (Friss arc) jelölésekből is ő került ki győztesen. A Billboard Award-on decemberben nyert.
2005 februárjától áprilisig turnézott az énekesnő. A koncertkörutat sokan egyszerűnek találták. Az Autobiography album dalai mellett kiadatlan számát, a Hollywood-ot is előadta több feldolgozás mellett.

### 2005–06:I Am Me
Simpson második albuma, az I Am Me 2005. október 18-án jelent meg. Az énekesnő célja a 80-as évek stílusának alkalmazása, valamint kevesebb szerelmes és több önmagáról szóló dal éneklése. 220 000 eladott példánnyal első helyen debütált az Egyesült Államokban, az eladások 2008-ra már 944 000-re növekedtek. Első kislemeze, a Boyfriend top 20-as sláger lett a Billboard Hot 100-on, míg az ezt követő számok, a L.O.V.E. és az Invisible (mely helyet sem kapott az albumon) top 40-ig jutottak el a slágerlistán. Második turnéját szeptember végén kezdte el Portland-ben, majd október 8-án fellépett a Saturday Night Live-ban, hogy promotálja albumát. A Catch Me When I Fall-t adta elő, mely legutóbbi SNL fellépéséről íródott. Japánban egyik koncertje után elájult (mivel túl kimerült volt), melynek következtében le kellett mondani több megjelenését is.
2006 márciusában egy MTV-s versenyből került ki győztesen, melyben olyan versenytársai voltak, mint Meagan Good, Jack Osbourne, Ashley Parker Angel és Tony Hawk. Áprilisban Ausztráliában nyerte meg a "Best Female Artist" (Legjobb női előadó) és "Best Pop Video" (Legjobb pop videó) díjakat Boyfriend kislemezéért. 2006. június 4-én nyári turnéjába kezdett, ahol Ashley Parker Angel nyitóelőadóként szerepelt.

### 2007–10:Bittersweet World

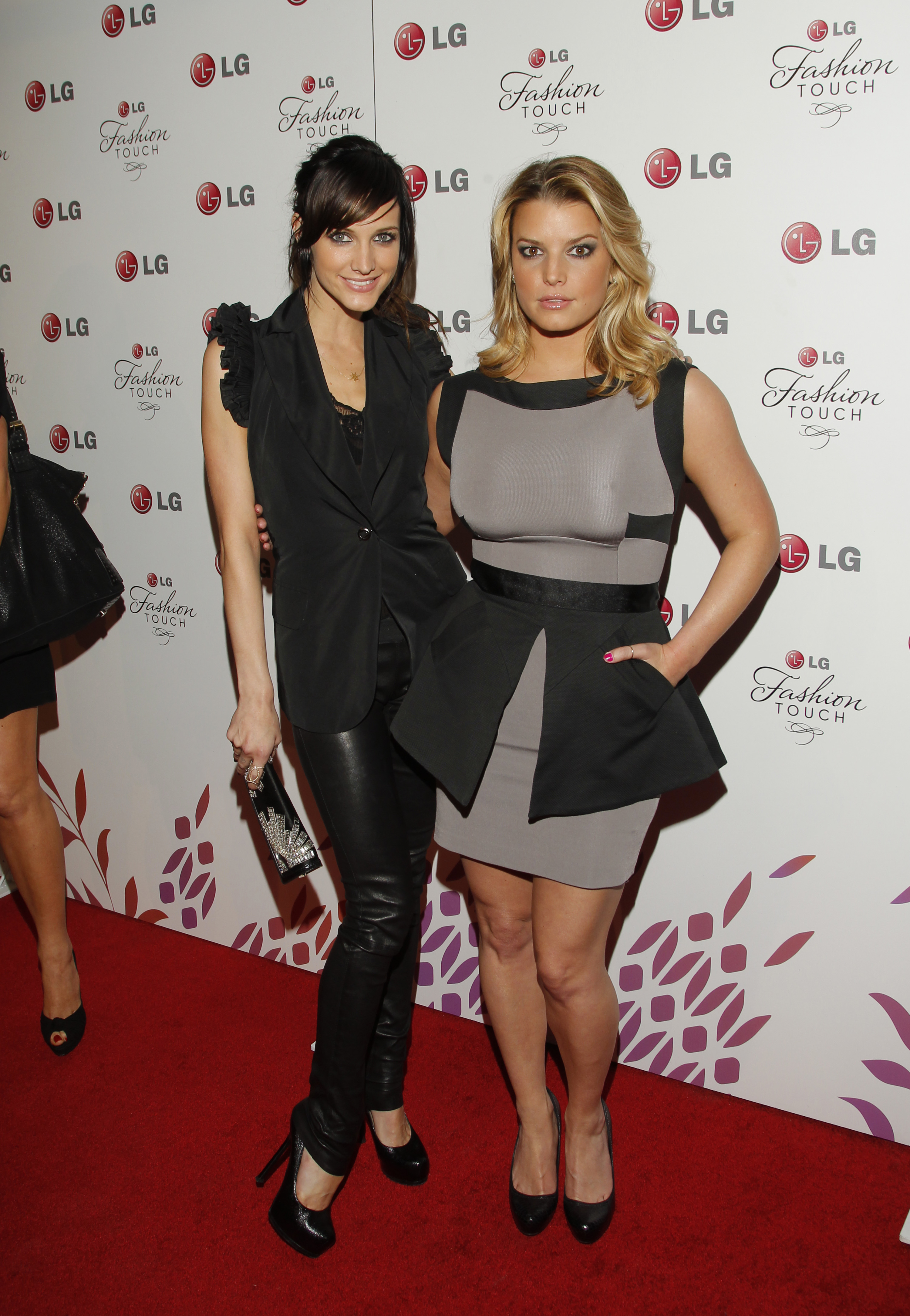
Simpson nővérével, Jessica Simpson-nal 2010-ben.

2007-ben vette fel harmadik, Bittersweet World című albumát. Olyan producerekkel dolgozott, mint Timbaland, Kenna, és Chad Hugo. Ashlee szerint az I Am Me-re hasonlít a 80-as évekbeli hatások miatt. Hozzátette, szándékában áll turnézni az album promotálása végett. Ron Fair a Geffen Records-tól hozzátette 2006 decemberében, hogy az album „nagyon furfangos.” 2008. április 22-én jelent meg az album az Egyesült Államokban, mely vegyes értékeléseket kapott. Az album első kislemeze, a Timbaland produceri munkájával készült Outta My Head (Ay Ya Ya) 2007 decemberében jelent meg digitális letöltés formájában, de nem ért el helyezést a Billboard Hot 100 listán. Az ezt követő Little Miss Obsessive 96. helyezést ért el a listán. A Bittersweet World-ből 126 000 példányt adtak el.

### 2011–jelen: Negyedik stúdióalbum
Egy interjújában Ashlee elárulta, negyedik albumának „népies érzése” lesz. 2011. június 23-án az On Air with Ryan Seacrest műsorvezetője, Ryan Seacrest megerősítette, az énekesnő több vezetővel és korábbi közreműködővel találkozik az album irányának megbeszélése végett. 2012. július 20-án Simpson így nyilatkozott: „Nagyon büszke vagyok a hangokra és nagyon izgatott is, hiszen [az albumot] egy művészi vállalkozásnak szántam. A hangzás kicsit kifejező, kicsit elektronikus.” Hozzátette, néhány dal már kész van. Október 31-én egy előzetest mutatott be Bat for a Heart című kislemezéből, mely egy hónappal később jelent meg. A dalhoz tartozó videóklip 2013. január 18-án került kiadásra, viszont később törlésre került.

## Viták
Simpson 2004. október 23-án a Saturday Night Live-on lépett fel, ahol két dalt, a Pieces of Me-t és Autobiography-t tervezte elénekelni. Amikor elkezdte volna utóbbit, a Pieces of Me vokáljai hangzottak fel, mielőtt az énekesnő még a szájához tartotta volna a mikrofont. A zavarba ejtő hiba után táncolni kezdett, majd elhagyta a színpadot. A műsor végén Jude Law-nak így nyilatkozott: „Annyira sajnálom. Az együttesem rossz dalt kezdett játszani, nem tudtam, hogy mit tegyek, úgy gondoltam, táncolok.” A Total Request Live-on elárulta, egy betegségtől, teljesen elvesztette a hangját, orvosa azt tanácsolta, ne énekeljen. Fellépése alatt benyomott egy gombot, melytől egy másik szám indult el. Az énekesnő így vélekedett: „Teljesen hülyét csináltam magamból.” A 2005-ös Orange Bowl-on a közönség lehurrogta, mivel gyengének találták előadását. Ezután petíció indult azon célból, hogy Ashlee hagyjon fel az énekléssel. Erre ő így reagált: „Király. Nem kell mindig mindenki zenéjéért rajongani.” Hozzátette, rajongóitól elég támogatást kap.

## Filmes karrier
Simpson 2001-ben a Már megint Malcolm-ban, 2002-ben a The Hot Chick-ben kapott szerepet, 2002-től 2004-ig a Hetedik mennyország-ban szerepelt. 2004-ben Clea-t alakította az Undiscovered-ben, melyben szerepét közömbösen fogadták.
2006-ban a Chicago musicalben alakította Roxie Hart-et 2006. szeptember 25-től október 28-ig, többségben pozitív kritikákkal.
2009-ben a Melrose Place-ben kapott állandó szerepet (Violet Foster). A szerep végül nem volt tartós, a producerek kiírták szerepét a műsorból. Visszatért a Chicago musicales fellépésekhez 2009. november 30-tól 2010. február 7-ig.
2012 júniusában bejelentették, Ashlee szerepelt a Pawn Shop Chronicles-ben, mely 2013-ban jelenik meg.

### The Ashlee Simpson Show
Autobiography című albumához kiegészítésképp bemutatta The Ashlee Simpson Show című reality-műsorát, mellyel karrierjének kezdeteit akarta a képernyőre vinni. 2003-ban kezdték sugározni, az évad utolsó, nyolcadik részét 2004 nyarán adták le. Az epizódok során produceri munkákat, a dalszerzés kihívásait és a próbák fáradalmait ismerhették meg a nézők, de Ashlee magánélete is szerepet kapott a sorozatban. A második évadot 2005-ben sugározták, mely soron következő albumáról szólt elsősorban. A tizedik és egyben utolsó rész a turné kezdéséről szólt (ezt 2005. március 30-án adták le). Ugyanebben a hónapban elárulta, nem tervez harmadik évadot. Egy évvel később hozzátette, kemények voltak a munkálatok, mégsem bánta meg a show elkezdését, hiszen így jobban megismerhették rajongói.

## Diszkográfia
- Autobiography (2004)
- I Am Me (2005)
- Bittersweet World (2008)